# World League of American Football
De World League of American Football (WLAF) was een semi-professionele American footballcompetitie, die in 1990 werd opgericht met hulp van de NFL. De WLAF bestond uit 10 teams, afkomstig uit de Verenigde Staten, Canada en Europa.
De competitie bestond uit drie divisies: Noord-Amerika West, Noord-Amerika Oost en Europa. Uit de drie divisies kwamen drie winnaars naar voren. Deze drie teams plus één team uit een van de divisies met een wildcard, speelden tegen elkaar in de play-offs. Uit deze play-offs speelden vervolgens de twee beste teams om de hoofdprijs: de World Bowl.
Na twee seizoenen (1991 en 1992) zagen de NFL investeerders geen heil meer in de competitie en trokken de stekker eruit. In 1995 zou de competitie een doorstart maken onder de naam World League, echter zonder de ploegen uit Canada en de Verenigde Staten. In 1998 werd de naam veranderd in NFL Europe, omdat er alleen nog maar Europese teams aan de competitie meededen. Sinds 2007 heet de competitie officieel NFL Europa.

## WLAF teams

### Noord-Amerika West
- Birmingham Fire (1991-1992)
- Sacramento Surge (1991-1992)
- San Antonio Riders (1991-1992)

### Noord-Amerika Oost
- Montreal Machine (1991-1992)
- New York/New Jersey Knights (1991-1992)
- Orlando Thunder (1991-1992)
- Raleigh-Durham Skyhawks (1991)
- Ohio Glory (1992)

### Europa
- Barcelona Dragons (1991-1992)
- Frankfurt Galaxy (1991-1992)
- London Monarchs (1991-1992)

## Resultaten seizoen 1991
Divisies
W = Winst, V = Verlies, G = Gelijk
| Team                        | W | V  | G |
| --------------------------- | - | -- | - |
| Europa                      |   |    |   |
| London Monarchs             | 9 | 1  | 0 |
| Barcelona Dragons*          | 8 | 2  | 0 |
| Frankfurt Galaxy            | 7 | 3  | 0 |
| Noord-Amerika Oost          |   |    |   |
| New York/New Jersey Knights | 5 | 5  | 0 |
| Orlando Thunder             | 5 | 5  | 0 |
| Montreal Machine            | 4 | 6  | 0 |
| Raleigh-Durham Skyhawks     | 0 | 10 | 0 |
| Noord-Amerika West          |   |    |   |
| Birmingham Fire             | 5 | 5  | 0 |
| San Antonio Riders          | 4 | 6  | 0 |
| Sacramento Surge            | 3 | 7  | 0 |

* Door met wildcard

Play-offs
- Barcelona Dragons - Birmingham Fire (10-3)
- London Monarchs - New York/New Jersey Knights (42-26)

World Bowl I (London)
- London Monarchs - Barcelona Dragons (21-0)

## Resultaten seizoen 1992
Divisies
W = Winst, V = Verlies, G = Gelijk
| Team                        | W | V | G |
| --------------------------- | - | - | - |
| Europa                      |   |   |   |
| Barcelona Dragons           | 5 | 5 | 0 |
| Frankfurt Galaxy            | 3 | 7 | 0 |
| London Monarchs             | 2 | 7 | 1 |
| Noord-Amerika Oost          |   |   |   |
| Orlando Thunder             | 8 | 2 | 0 |
| New York/New Jersey Knights | 6 | 4 | 0 |
| Montreal Machine            | 2 | 8 | 0 |
| Ohio Glory                  | 1 | 9 | 0 |
| Noord-Amerika West          |   |   |   |
| Sacramento Surge            | 8 | 2 | 0 |
| Birmingham Fire*            | 7 | 2 | 1 |
| San Antonio Riders          | 7 | 3 | 0 |

* Door met wildcard

Play-offs
- Orlando Thunder - Birmingham Fire (45-7)
- Sacramento Surge - Barcelona Dragons (17-15)

World Bowl II (Montréal)
- Sacramento Surge - Orlando Thunder (21-17)

Noord-Amerika West:
Birmingham Fire · Sacramento Surge · San Antonio Riders
Noord-Amerika Oost:
Montreal Machine · New York/New Jersey Knights · Orlando Thunder · Raleigh-Durham Skyhawks · Ohio Glory
Europa:
Barcelona Dragons · Frankfurt Galaxy · London Monarchs